# Filippo Barattolo
Filippo Barattolo (Roma, 21 luglio 1907 – 20 marzo 1972) è stato un politico italiano.

## Biografia
Industriale, esponente del Partito Nazionale Monarchico, venne eletto deputato nella I legislatura repubblicana, nel 1948, confermando il seggio alla Camera anche nel 1953; concluse il mandato parlamentare nel 1958.
Morì il 20 marzo 1972 all'età di 64 anni.